# Lijst van rijksmonumenten in Riethoven
Riethoven telt 8 inschrijvingen in het rijksmonumentenregister. Hieronder een overzicht.
| Object                                           | Oorspronkelijke functie? | Bouwjaar                                           | Architect | Locatie          | Coördinaten?                  | Nr.?   | Afbeelding                  |
| ------------------------------------------------ | ------------------------ | -------------------------------------------------- | --------- | ---------------- | ----------------------------- | ------ | --------------------------- |
| Sint-Willibrorduskerk                            | Kerk en kerkonderdeel    | 15e eeuw, verbouwd 1890-99                         |           | Dorpsplein 6     | 51° 21' 11" NB, 5° 23' 12" OL | 20130  | Meer afbeeldingen           |
| Zeer eenvoudige dorpswoning                      | Woonhuis                 | 19e eeuw                                           |           | Dorpsstraat 24   | 51° 20' 48" NB, 5° 23' 18" OL | 21385  | Zeer eenvoudige dorpswoning |
| Terrein waarin twee grafheuvels en een urnenveld | Archeologisch monument   | bronstijd (grafheuvels) late bronstijd (urnenveld) |           |                  | 51° 21' 25" NB, 5° 21' 38" OL | 45940  | Upload foto                 |
| Terrein waarin een grafheuvel                    | Archeologisch monument   | Neolithicum en/of Bronstijd                        |           |                  | 51° 20' 40" NB, 5° 21' 22" OL | 45942  | Upload foto                 |
| Pand gebouwd als café, boerderij en woonhuis     | Woonhuis                 | ca. 1910                                           |           | Dorpsplein 4     | 51° 21' 9" NB, 5° 23' 10" OL  | 517904 | Meer afbeeldingen           |
| Drie aaneengebouwde schuren                      | Opslag                   | 1910                                               |           | Dorpsplein bij 4 | 51° 21' 9" NB, 5° 23' 10" OL  | 517905 | Meer afbeeldingen           |
| Lagere school in neobarokke stijl                | Onderwijs en wetenschap  | ca. 1920                                           |           | Schoolstraat 15  | 51° 21' 15" NB, 5° 23' 3" OL  | 517907 | Meer afbeeldingen           |
| Bovenmeestershuis in neobarokke stijl            | Dienstwoning             | ca. 1920                                           |           | Schoolstraat 19  | 51° 21' 17" NB, 5° 23' 4" OL  | 517908 | Meer afbeeldingen           |